# Liste der Kulturdenkmale in Bischleben-Stedten
Die Liste der Kulturdenkmale in Bischleben-Stedten enthält die Kulturdenkmale des Stadtteils Bischleben-Stedten der thüringischen Landeshauptstadt Erfurt, die vom Thüringischen Landesamt für Denkmalpflege und Archäologie als Bau- und Kunstdenkmale auf dem Gebiet der Stadt mit Stand vom 4. November 2022 erfasst wurden.

## Legende
- Bild: zeigt ein Bild des Kulturdenkmals und gegebenenfalls einen Link zu weiteren Fotos des Kulturdenkmals im Medienarchiv Wikimedia Commons
- Bezeichnung: Name, Bezeichnung oder die Art des Kulturdenkmals
- Lage: Wenn vorhanden Straßenname und Hausnummer des Kulturdenkmals; Grundsortierung der Liste erfolgt nach dieser Adresse. Der Link Karte führt zu verschiedenen Kartendarstellungen und nennt die Koordinaten des Kulturdenkmals.
 Kartenansicht, um Koordinaten zu setzen – in dieser Kartenansicht sind Kulturdenkmale ohne Koordinaten mit einem roten bzw. orangen Marker dargestellt und können in der Karte gesetzt werden. Kulturdenkmale ohne Bild sind mit einem blauen bzw. roten Marker gekennzeichnet, Kulturdenkmale mit Bild mit einem grünen bzw. orangen Marker.
- Datierung: gibt das Jahr der Fertigstellung beziehungsweise das Datum der Erstnennung oder den Zeitraum der Errichtung an
- Beschreibung: bauliche und geschichtliche Einzelheiten des Kulturdenkmals, vorzugsweise die Denkmaleigenschaften
- ID: Die ID identifiziert das Kulturdenkmal eindeutig. In Thüringen sind aktuell keine IDs veröffentlicht. In der ID-Spalte kann sich auch folgendes Icon  befinden, dies führt zu Angaben zu diesem Kulturdenkmal bei Wikidata.

## Liste der Kulturdenkmale in Bischleben-Stedten
| Bild                                    | Bezeichnung                                            | Lage | Datierung | Beschreibung                                                                                           | ID |
| --------------------------------------- | ------------------------------------------------------ | --- | --------- | --- | -- |
| weitere Bilder Fotos hochladen          | Wohnheim Schloss Lindenhöhe, ehemals Villa Haddenbrock | Am Kirchberg 1 (Karte) |           | einzelnes Kulturdenkmal                                                                                |    |
| weitere Bilder Fotos hochladen          | Wohnhaus, Grete-Reichardt-Haus                         | Am Kirchberg 32 (Karte) |           | mit Ausstattung, Garten und Architekturteilen; einzelnes Kulturdenkmal                                 |    |
| BW                                      |                                                        | Backhausstraße 1 (Karte) |           | Teil des Ensembles Bauliche Gesamtanlage Ensemble Zentralstraße                                        |    |
| weitere Bilder Fotos hochladen          |                                                        | Backhausstraße 2 (Karte) |           | Teil des Ensembles Bauliche Gesamtanlage Ensemble Schmiedestraße und Kirchhof                          |    |
| BW                                      | drei Inschriftsteine                                   | Backhausstraße 2 (Karte) |           | einzelnes Kulturdenkmal                                                                                |    |
| weitere Bilder Fotos hochladen          |                                                        | Backhausstraße 3 (Karte) |           | Teil des Ensembles Bauliche Gesamtanlage Ensemble Zentralstraße                                        |    |
| weitere Bilder Fotos hochladen          |                                                        | Backhausstraße 4 (Karte) |           | Teil des Ensembles Bauliche Gesamtanlage Ensemble Schmiedestraße und Kirchhof                          |    |
| Fotos hochladen                         |                                                        | Backhausstraße 5 (Karte) |           | Teil des Ensembles Bauliche Gesamtanlage Ensemble Zentralstraße                                        |    |
| weitere Bilder Fotos hochladen          | Wohnhaus                                               | Backhausstraße 6 (Karte) |           | Teil des Ensembles Bauliche Gesamtanlage Ensemble Schmiedestraße und Kirchhof                          |    |
| weitere Bilder Fotos hochladen          | Nebengebäude                                           | Backhausstraße 6 (Karte) |           | einzelnes Kulturdenkmal; Teil des Ensembles Bauliche Gesamtanlage Ensemble Schmiedestraße und Kirchhof |    |
| weitere Bilder Fotos hochladen          |                                                        | Backhausstraße 8 (Karte) |           | Teil des Ensembles Bauliche Gesamtanlage Ensemble Schmiedestraße und Kirchhof                          |    |
| BW                                      |                                                        | Backhausstraße 10 (Karte) |           | Teil des Ensembles Bauliche Gesamtanlage Ensemble Schmiedestraße und Kirchhof                          |    |
| weitere Bilder Fotos hochladen          |                                                        | Bergstieg 1 (Karte) |           | Teil des Ensembles Bauliche Gesamtanlage Ensemble Schmiedestraße und Kirchhof                          |    |
| BW                                      |                                                        | Bergstieg 2 (Karte) |           | Teil des Ensembles Bauliche Gesamtanlage Ensemble Schmiedestraße und Kirchhof                          |    |
| weitere Bilder Fotos hochladen          |                                                        | Bergstieg 3 (Karte) |           | Teil des Ensembles Bauliche Gesamtanlage Ensemble Schmiedestraße und Kirchhof                          |    |
| BW                                      |                                                        | Bergstieg 4 (Karte) |           | Teil des Ensembles Bauliche Gesamtanlage Ensemble Schmiedestraße und Kirchhof                          |    |
| weitere Bilder Fotos hochladen          |                                                        | Bergstieg 5 (Karte) |           | Teil des Ensembles Bauliche Gesamtanlage Ensemble Schmiedestraße und Kirchhof                          |    |
| weitere Bilder Fotos hochladen          |                                                        | Bergstieg 6 (Karte) |           | Teil des Ensembles Bauliche Gesamtanlage Ensemble Schmiedestraße und Kirchhof                          |    |
| weitere Bilder Fotos hochladen          | Brunstein (sog. Schwedenstein)                         | Bischlebener Berg: in der Feldflur; An der linken Seite eines Feldwegs, der an der Kirche in Stedten vorbei führt, und Bischleben mit Erfurt-Schmira verbindet (Karte) |           | einzelnes Kulturdenkmal                                                                                |    |
| weitere Bilder Fotos hochladen          | Wohnhaus                                               | Flachswiese 1 (Karte) |           | einzelnes Kulturdenkmal                                                                                |    |
| weitere Bilder Fotos hochladen          | Wohnhaus                                               | Flachswiese 1a (Karte) |           | einzelnes Kulturdenkmal                                                                                |    |
| weitere Bilder Fotos hochladen          | Katholische Pfarrkirche St. Elisabeth                  | Geratalstraße (Karte) | 1745      | mit Ausstattung; einzelnes Kulturdenkmal                                                               |    |
| weitere Bilder Fotos hochladen          | Friedhof                                               | Geratalstraße (Karte) |           | einzelnes Kulturdenkmal                                                                                |    |
| weitere Bilder Fotos hochladen          | Grabmal                                                | Geratalstraße (Karte) |           | einzelnes Kulturdenkmal                                                                                |    |
| Direkt Bild zu diesem Denkmal hochladen | Strommasten / Schleuderbetonmast                       | Geratalstraße o. Nr.; Wiese am nördlichen Hang oberhalb der Geratalstraße                                                                                              |           | einzelnes Kulturdenkmal                                                                                |    |
| weitere Bilder Fotos hochladen          |                                                        | In der Linde 11 (Karte) |           | Teil des Ensembles Bauliche Gesamtanlage Ensemble Schmiedestraße und Kirchhof                          |    |
| weitere Bilder Fotos hochladen          |                                                        | Mauergäßchen, Flur 1 Flurstück 285 (Karte) |           | Teil des Ensembles Bauliche Gesamtanlage Ensemble Schmiedestraße und Kirchhof                          |    |
| weitere Bilder Fotos hochladen          | Evangelische Pfarrkirche St. Benignus                  | Mauergäßchen (Karte) |           | mit Ausstattung; einzelnes Kulturdenkmal                                                               |    |
| weitere Bilder Fotos hochladen          | Kirchhof                                               | Mauergäßchen (Karte) |           | einzelnes Kulturdenkmal                                                                                |    |
| BW                                      | Grabmal                                                | Mauergäßchen (Karte) |           | einzelnes Kulturdenkmal                                                                                |    |
| weitere Bilder Fotos hochladen          |                                                        | Schmiedestraße 1 (Karte) |           | Teil des Ensembles Bauliche Gesamtanlage Ensemble Schmiedestraße und Kirchhof                          |    |
| weitere Bilder Fotos hochladen          |                                                        | Schmiedestraße 1a (Karte) |           | Teil des Ensembles Bauliche Gesamtanlage Ensemble Schmiedestraße und Kirchhof                          |    |
| weitere Bilder Fotos hochladen          | Gehöft                                                 | Schmiedestraße 2 (Karte) |           | einzelnes Kulturdenkmal; Teil des Ensembles Bauliche Gesamtanlage Ensemble Schmiedestraße und Kirchhof |    |
| weitere Bilder Fotos hochladen          | Gehöft                                                 | Schmiedestraße 3 (Karte) |           | einzelnes Kulturdenkmal; Teil des Ensembles Bauliche Gesamtanlage Ensemble Schmiedestraße und Kirchhof |    |
| weitere Bilder Fotos hochladen          |                                                        | Schmiedestraße 4 (Karte) |           | Teil des Ensembles Bauliche Gesamtanlage Ensemble Schmiedestraße und Kirchhof                          |    |
| weitere Bilder Fotos hochladen          |                                                        | Schmiedestraße 6 (Karte) |           | Teil des Ensembles Bauliche Gesamtanlage Ensemble Schmiedestraße und Kirchhof                          |    |
| weitere Bilder Fotos hochladen          |                                                        | Schmiedestraße 8 (Karte) |           | Teil des Ensembles Bauliche Gesamtanlage Ensemble Schmiedestraße und Kirchhof                          |    |
| weitere Bilder Fotos hochladen          | Wohnhaus                                               | Schmiedestraße 10 (Karte) |           | einzelnes Kulturdenkmal; Teil des Ensembles Bauliche Gesamtanlage Ensemble Schmiedestraße und Kirchhof |    |
| BW                                      | Nebengebäude                                           | Schmiedestraße 10 (Karte) |           | einzelnes Kulturdenkmal; Teil des Ensembles Bauliche Gesamtanlage Ensemble Schmiedestraße und Kirchhof |    |
| weitere Bilder Fotos hochladen          |                                                        | Uferstraße 1 (Karte) |           | Teil des Ensembles Bauliche Gesamtanlage Ensemble Schmiedestraße und Kirchhof                          |    |
| weitere Bilder Fotos hochladen          |                                                        | Uferstraße 3 (Karte) |           | Teil des Ensembles Bauliche Gesamtanlage Ensemble Schmiedestraße und Kirchhof                          |    |
| weitere Bilder Fotos hochladen          |                                                        | Zentralstraße 2 (Karte) |           | Teil des Ensembles Bauliche Gesamtanlage Ensemble Zentralstraße                                        |    |
| weitere Bilder Fotos hochladen          |                                                        | Zentralstraße 3 (Karte) |           | Teil des Ensembles Bauliche Gesamtanlage Ensemble Zentralstraße                                        |    |
| BW                                      |                                                        | Zentralstraße 4 (Karte) |           | Teil des Ensembles Bauliche Gesamtanlage Ensemble Zentralstraße                                        |    |
| weitere Bilder Fotos hochladen          |                                                        | Zentralstraße 5 (Karte) |           | Teil des Ensembles Bauliche Gesamtanlage Ensemble Zentralstraße                                        |    |
| weitere Bilder Fotos hochladen          |                                                        | Zentralstraße 6 (Karte) |           | Teil des Ensembles Bauliche Gesamtanlage Ensemble Zentralstraße                                        |    |
| weitere Bilder Fotos hochladen          |                                                        | Zentralstraße 7 (Karte) |           | Teil des Ensembles Bauliche Gesamtanlage Ensemble Zentralstraße                                        |    |
| weitere Bilder Fotos hochladen          | Gehöft                                                 | Zentralstraße 9 (Karte) |           | einzelnes Kulturdenkmal; Teil des Ensembles Bauliche Gesamtanlage Ensemble Zentralstraße               |    |
| BW                                      |                                                        | Zentralstraße 10 (Karte) |           | Teil des Ensembles Bauliche Gesamtanlage Ensemble Zentralstraße                                        |    |
| weitere Bilder Fotos hochladen          |                                                        | Zentralstraße 11 (Karte) |           | Teil des Ensembles Bauliche Gesamtanlage Ensemble Zentralstraße                                        |    |
| weitere Bilder Fotos hochladen          |                                                        | Zentralstraße 13 (Karte) |           | Teil des Ensembles Bauliche Gesamtanlage Ensemble Zentralstraße                                        |    |
| weitere Bilder Fotos hochladen          | Gehöft                                                 | Zentralstraße 15 (Karte) |           | einzelnes Kulturdenkmal; Bauliche Gesamtanlage Ensemble Zentralstraße                                  |    |
| weitere Bilder Fotos hochladen          | Mühlengebäude                                          | Zentralstraße 22 (Karte) |           | einzelnes Kulturdenkmal                                                                                |    |
| weitere Bilder Fotos hochladen          | Mühlengebäude                                          | Zentralstraße 22a (Karte) |           | einzelnes Kulturdenkmal                                                                                |    |
| BW                                      |                                                        | Zur Sandecke 1 (Karte) |           | Teil des Ensembles Bauliche Gesamtanlage Ensemble Zentralstraße                                        |    |
| weitere Bilder Fotos hochladen          | Quellgewölbe / Bergborn                                | westlich der Kirche Stedten |           | |    |